# Monstro do Cerrado
Wellington Ribeiro da Silva (Mato Grosso) é um estuprador em série brasileiro considerado o maior estuprador em série de Goiás e um dos um dos maiores estupradores em série do Brasil. Ele foi indiciado por 33 estupros e já foi condenado por onze (11) deles, atualmente cumprindo penas que somam mais de 150 anos no presídio da cidade de Aparecida de Goiânia.
Entre os casos está o estupro de uma mulher e a filha dela, de apenas cinco meses, em 2011, no Jardim Ipanema, em Goiânia. Segundo a Polícia Civil de Goiás, ele estuprou e fez sexo oral na criança.
O caso corre em Segredo de Justiça.

## Os crimes
Segundo o G1, aos 22 anos Wellington já chefiava uma organização criminosa que cometia assaltos e homicídios. Sua vida como estuprador em série começou em dezembro 2008 e ele chegou a ser preso e enviado para o Mato Grosso devido ao estupro de E. e sua filha, porém fugiu da prisão em 2013 e voltou para Goiás.
Entre seus crimes estão os estupros de mães e filhas por duas vezes e o assassinato de sua ex-mulher e dois filhos desta, em 2018, crime pelo qual tinha sido condenado a 57 anos de prisão. Ele também abusou de uma menina de 12 anos que voltava da igreja. "Ele despreza a mulher, a considera um ser inferior", disse o delegado Carlos Leveger.
Os crimes eram cometidos principalmente em Aparecida de Goiânia, mas também há registros de casos em Goiânia, Bela Vista de Goiás, Abadia de Goiás e Hidrolândia.

### Modus Operandi
De moto e capacete, Wellington agia sempre durante a noite ou madrugada, quando abordava as mulheres usando uma arma, pegava seus pertences e as obrigava a subir no veículo. Depois as levava para um lugar afastado, onde as estuprava.
O uso do capacete e a abordagem quando havia pouca luz eram estratégias para dificultar sua identificação. Além disto, ele costumava filmar as vítimas após o crime para que elas não o denunciassem.

## Investigações
A busca pelo estuprador começou após a Polícia Técnico-Científica encontrar o mesmo perfil genético de um homem em nove vítimas de estupro entre os anos de 2015 e 2019. Avisada, a Polícia Civil lançou em agosto de 2019 a Operação Impius, uma força-tarefa que contou com participação de 40 pessoas e durou 45 dias.
A operação - a palavra em latim Impius significa perverso -  foi indicada e escolhida entre os top 17 no concurso internacional DNA Hit of the Year de 2020, que avalia investigações criminais em que a análise do DNA foi essencial para esclarecer os casos.
Além do uso da tecnologia de DNA, "a investigação foi feita com trabalho de inteligência, coleta de declarações das vítimas e análise do modus operandi do autor", reportou a Polícia Civil de Goiás em seu portal.

## Prisão, julgamento e pena
Wellington foi preso no dia 12 de setembro de 2019, aos 52 anos de idade, em Aparecida de Goiânia, com uma moto roubada e portando uma identidade falsa. Na época, assumiu a culpa por seis estupros, no entanto testes de DNA já o ligavam a 22 casos e a polícia suspeitava que os crimes pudessem chegar a 47. Dias depois, outras cinco mulheres o denunciaram e ele passou a ser investigado por possíveis 52 estupros.
Suas primeiras condenações foram em setembro de 2020, quando foi condenado a nove anos por um crime cometido em 2016, e em março de 2021, quando foi condenado a oito anos de prisão por um estupro praticado em 2019. Ambos os casos ocorreram em Aparecida de Goiânia.
Quando foi preso, uma avaliação psicológica feita pela polícia apontou que Wellington que era uma pessoa fria, mas que tinha plena consciência da gravidade de seus atos.